# 莫里森·韦特
莫里森·雷米克·韦特（Morrison Remick "Mott" Waite，1816年11月29日—1888年5月23日），是一名来自俄亥俄州的律师、法官和政治家。於1874年至1888年任美国最高法院首席大法官。在他的任期内，韦特法院对重建时期通过的与法律和修正案有关的联邦权威做出了狭隘的解释，以扩大自由人的权利，并保护他们不受三K党(Ku Klux Klan)等团体的攻击。
韦特1816年出生在康涅狄格州的莱姆，从耶鲁大学毕业后，在俄亥俄州的托莱多建立了自己的法律事务所。作为辉格党的一员，韦特赢得了俄亥俄州参议院的选举。作为奴隶制的反对者，他帮助建立了俄亥俄州共和党。他在阿拉巴马州担任法律顾问，并主持了1873年的俄亥俄州宪法大会。
1873年5月，首席大法官萨蒙·波特兰·蔡斯去世，在内务部部长哥伦布·德拉诺的支持下，格兰特于1874年1月提名了韦特。对相对不知名的韦特的提名在一些著名政治家中反响不佳，但参议院一致通过了韦特的提名，他于1874年3月就职。尽管一些人支持他的提名，他还是拒绝参加1876年的总统选举，认为最高法院不应该仅仅是通往更高职位的垫脚石。他在法庭上工作直到1888年5月死于肺炎。

## 早年
莫里森·雷米克·韦特于1816年11月29日出生在康涅狄格州的莱姆，他的父亲亨利·马特森·韦特是名律师。他的父亲后来被任命为高等法院的法官和康涅狄格州最高法院的法官，任期为1834-1854年，并于1854-1857年被任命为大法官。莫里森有一个哥哥理查德，后来和他一起做律师。
韦特就读于康涅狄格州科尔切斯特的培根学院，他的一个同学是莱曼·特朗布尔。1837年，他从耶鲁大学毕业，与塞缪尔·蒂尔登同班。蒂尔登后来成为1876年民主党总统候选人。
不久之后，韦特搬到了俄亥俄州的莫梅，在萨缪尔·L·扬的办公室里当学徒。他于1839年进入律师事务所，并与他的导师一起开业。他被选为莫梅市长，任期一届。
1840年9月21日，他在哈特福德与阿米莉亚·尚普林(Amelia Champlin Warner)结婚。他们有三个儿子:亨利·塞尔登(Henry Seldon)、克里斯托弗·尚普林(Christopher Champlin)和爱德华·汀克(Edward Tinker)，还有一个女儿玛丽·弗朗西斯·韦特(Mary Frances Waite)。

## 首席大法官
尤利塞斯·格兰特总统于1874年1月19日提名韦特为首席大法官，1874年1月21日，韦特被一致确认为首席大法官，并于同一天接受了任命，于1874年3月4日宣誓就职。
在韦特的任期内，法院判决了大约3,470起案件。在某种程度上，判决的大量案件和面临的各种问题反映了当时法院在审理下级联邦法院和州法院的上诉时缺乏谨慎。
在经济活动的监管问题上，他支持广泛的国家权威，并表示联邦商业权力必须“跟上国家的发展步伐”。同样，他的观点的一个主要主题是平衡联邦和州的权力。这些观点影响了20世纪最高法院的判例。
在美国内战和重建所产生的案件中，特别是涉及对重建修正案的解释的案件中，即第13、第14和第15个修正案，韦特赞同法院对这些修正案进行狭义解释的一般倾向。在美国诉克鲁克尚克案中，法院推翻了强制执行法案，裁定各州必须依靠保护公民免受其他公民的攻击。

## 逝世
1888年3月23日，韦特意外死于肺炎。这在华盛顿引起了轰动，因为没有任何迹象表明他的病情严重。《华盛顿邮报》把整个头版都用来报道他的死讯。大批群众参加了哀悼。除了布拉德利和马修斯法官，所有的法官都陪着他一起乘坐开往俄亥俄州托莱多的特别列车。韦特夫人乘火车从加州赶来，正好赶上葬礼。他的遗体被埋葬在伍德隆公墓的一座纪念碑下。
韦特在担任首席大法官期间遇到经济困难，留下了一笔非常小的遗产，不足以供养他的遗孀和女儿。华盛顿和纽约有组织的酒吧成员筹集了资金，为韦特的家人创建了两个基金。
| 司法职务                  | 司法职务                 | 司法职务               |
| ------------------------- | ------------------------ | ---------------------- |
| 前任者： 萨蒙·波特兰·蔡斯 | 美国首席大法官 1874–1888 | 繼任者： 梅尔维尔·富勒 |